# Cubaanse doornhaai
De Cubaanse doornhaai (Squalus cubensis) is een haai uit de familie van doornhaaien (Squalidae) en behoort derhalve tot de orde van doornhaaiachtigen (Squaliformes). De vis kan een lengte bereiken van 110 cm.

## Leefomgeving
De Cubaanse doornhaai is een zoutwatervis. De vis prefereert een subtropisch klimaat en leeft hoofdzakelijk in de Atlantische Oceaan. De soort komt voor op dieptes tussen 60 en 380 meter.

## Relatie tot de mens
De Cubaanse doornhaai is voor de visserij van beperkt commercieel belang. In de hengelsport wordt er weinig op de haai gejaagd.